# 岡山県の廃止市町村一覧
岡山県の廃止市町村一覧（おかやまけんのはいししちょうそんいちらん）は、岡山県における市制・町村制施行（1889年6月1日）後に、市町村合併や他の自治体に統合されることなどにより廃止された市町村の一覧である。なお、単なる名称の変更は対象としない。
- 町村が「町制」・「市制」を施行し町・市となるケース
  - 「市町村」以外の表記名を変更しなかった自治体は一覧に含まれない。（例：小田村→小田町、倉敷町→倉敷市）
  - 町制・市制を施行した際に名称を変更した場合も一覧に含まれない。（例：英保村→吉永町）
- 市町村が名称変更した場合は一覧に含まれない。
- 所属郡が変更になった場合は一覧に含まれない。
- 市町村合併で廃止した市町村のケース
  - 編入合併した場合の、存続市町村は廃止に当たらないので一覧に含まれない。
  - 編入合併した場合の、廃止した市町村は一覧に含まれる。
  - 新設合併した場合の、廃止した市町村は一覧に含まれる。
  - 新設合併した場合の、名称が残った市町村も一覧に含まれる。（例：旧・総社市→新・総社市）
- 分割や分立をしたケース
  - 分割で廃止した市町村は一覧に含まれる。
  - 分立で存続した市町村は一覧に含まれない。（例：豊田村の一部→福山村）

## 1899年以前
- 浅口郡玉島村 （1897年5月26日）浅口郡玉島町新設のため
- 浅口郡阿賀崎村 （1897年5月26日）浅口郡玉島町新設のため
- 上道郡三櫂村 （1899年8月1日）岡山市に編入のため
- 御野郡古鹿田村 （1899年8月1日）岡山市・御野郡鹿田村・福浜村に分割編入のため

## 1900年～1909年
- 東南条郡津山東町 （1900年4月1日）西北条郡津山町に編入のため（同時に郡の合併により苫田郡津山町となる）
- 後月郡東江原村 （1900年4月1日）後月郡荏原村新設のため
- 後月郡神代村 （1900年4月1日）後月郡荏原村新設のため
- 後月郡下鴫村 （1900年4月1日）後月郡共和村新設のため
- 後月郡山村 （1900年4月1日）後月郡共和村新設のため
- 後月郡上鴫村 （1900年4月1日）後月郡共和村新設のため
- 真庭郡鹿田村 （1901年4月1日）真庭郡木山村新設のため
- 真庭郡下方村 （1901年4月1日）真庭郡木山村新設のため
- 赤磐郡東高月村 （1901年4月1日）赤磐郡高陽村新設のため
- 赤磐郡鳥取下村 （1901年4月1日）赤磐郡高陽村新設のため
- 赤磐郡鳥取中村 （1901年4月1日）赤磐郡高陽村新設のため
- 都窪郡大市村 （1901年4月1日）都窪郡大高村新設のため
- 都窪郡葦高村 （1901年4月1日）都窪郡大高村新設のため
- 都窪郡（旧）妹尾町 （1901年4月1日）都窪郡妹尾町新設のため
- 都窪郡箕島村 （1901年4月1日）都窪郡妹尾町新設のため
- 都窪郡山田村 （1901年4月1日）都窪郡福田村新設のため
- 都窪郡大福村 （1901年4月1日）都窪郡福田村新設のため
- 真庭郡富山村 （1902年4月1日）真庭郡富原村新設のため
- 真庭郡井原村 （1902年4月1日）真庭郡富原村新設のため
- 浅口郡（旧）玉島町 （1902年9月30日）浅口郡玉島町新設のため
- 浅口郡乙島村 （1902年9月30日）浅口郡玉島町新設のため
- 浅口郡柏崎村 （1902年9月30日）浅口郡玉島町新設のため
- 浅口郡甲内村 （1902年9月30日）浅口郡河内村新設のため
- 浅口郡西阿知村 （1902年9月30日）浅口郡河内村新設のため
- 浅口郡（旧）連島村 （1903年1月1日）浅口郡連島村新設のため
- 浅口郡鶴新田村 （1903年1月1日）浅口郡連島村新設のため
- 浅口郡西之浦村 （1903年1月1日）浅口郡連島村新設のため
- 浅口郡亀島村 （1903年1月1日）浅口郡連島村新設のため
- 児島郡下加茂村 （1903年4月1日）児島郡荘内村新設のため
- 児島郡上加茂村 （1903年4月1日）児島郡荘内村新設のため
- 児島郡秀天村 （1903年4月1日）分割し、児島郡荘内村新設、八浜町に編入のため
- 浅口郡池田村 （1903年12月1日）浅口郡富田村新設のため
- 浅口郡道口村 （1903年12月1日）浅口郡富田村新設のため
- 後月郡芳水村 （1904年4月1日）後月郡芳井村新設のため
- 後月郡足次村 （1904年4月1日）後月郡芳井村新設のため
- 児島郡（旧）福田村 （1904年4月1日）児島郡福田村新設のため
- 児島郡呼松村 （1904年4月1日）児島郡福田村新設のため
- 児島郡福田新田村 （1904年4月1日）児島郡福田村新設のため
- 真庭郡川南村 （1904年6月1日）真庭郡久世町に編入のため
- 真庭郡瀬田河村 （1904年6月1日）真庭郡落合村新設のため
- 真庭郡天津村 （1904年6月1日）真庭郡落合村新設のため
- 真庭郡船津村 （1904年6月1日）真庭郡津田村新設のため
- 真庭郡上田村 （1904年6月1日）真庭郡津田村新設のため
- 真庭郡美原村 （1904年6月1日）真庭郡美川村新設のため
- 真庭郡関川村 （1904年6月1日）真庭郡美川村新設のため
- 真庭郡八幡村 （1904年6月1日）真庭郡湯原村新設のため
- 真庭郡神湯村 （1904年6月1日）真庭郡湯原村新設のため
- 久米郡豊岡村 （1904年6月1日）久米郡加美村新設のため
- 久米郡稲岡北村 （1904年6月1日）久米郡加美村新設のため
- 御津郡上田村 （1904年12月1日）御津郡円城村新設のため
- 御津郡富津村 （1904年12月1日）御津郡円城村新設のため
- 児島郡東興除村 （1905年4月1日）児島郡興除村新設のため
- 児島郡西興除村 （1905年4月1日）児島郡興除村新設のため
- 浅口郡竹村 （1905年4月1日）浅口郡三和村新設のため
- 浅口郡占見村 （1905年4月1日）浅口郡三和村新設のため
- 浅口郡吉備村 （1905年4月1日）浅口郡三和村新設のため
- 浅口郡（旧）鴨方村 （1905年4月1日）浅口郡鴨方村新設のため
- 浅口郡津田村 （1905年4月1日）浅口郡鴨方村新設のため
- 浅口郡小坂村 （1905年4月1日）浅口郡鴨方村新設のため
- 浅口郡里見村 （1905年4月1日）浅口郡里庄村新設のため
- 浅口郡新庄村 （1905年4月1日）浅口郡里庄村新設のため
- 浅口郡西大島村 （1905年4月1日）浅口郡大島村新設のため
- 浅口郡大島中村 （1905年4月1日）浅口郡大島村新設のため
- 真庭郡樫野村 （1905年9月1日）真庭郡美和村新設のため
- 真庭郡米来村 （1905年9月1日）真庭郡美和村新設のため
- 真庭郡大庭村 （1905年9月1日）真庭郡川東村新設のため
- 真庭郡河陽村 （1905年9月1日）真庭郡川東村新設のため
- 児島郡福岡村 （1906年4月1日）児島郡郷内村新設のため
- 児島郡彦崎村 （1906年4月1日）分割し、児島郡郷内村・灘村新設のため
- 児島郡木見村 （1906年4月1日）児島郡郷内村新設、田ノ口村に編入のため
- 児島郡日比村 （1906年4月1日）児島郡日比町新設のため
- 児島郡玉野村 （1906年4月1日）分割し、児島郡日比町・宇野村新設のため
- 児島郡田井村 （1906年4月1日）分割し、児島郡宇野村新設、八浜町に編入のため
- 川上郡（旧）成羽町 （1906年4月1日）川上郡成羽町新設のため
- 川上郡成羽村 （1906年4月1日）川上郡成羽町新設のため
- 児島郡田ノ口村 （1907年4月1日）児島郡琴浦村新設のため
- 児島郡鴻村 （1907年4月1日）児島郡琴浦村新設のため
- 真庭郡（旧）勝山町 （1907年5月1日）真庭郡勝山町新設のため
- 真庭郡 川西村（1907年5月1日）真庭郡勝山町新設のため
- 真庭郡月田村 （1907年5月1日）真庭郡勝山町新設のため
- 真庭郡一宮村 （1907年5月1日）真庭郡勝山町新設のため
- 児島郡（旧）下津井町 （1907年10月1日）児島郡下津井町新設のため
- 児島郡長浜村 （1907年10月1日）児島郡下津井町新設のため
- 吉備郡（旧）総社町 （1908年2月11日）吉備郡総社町新設のため
- 吉備郡浅尾村 （1908年2月11日）吉備郡総社町新設のため

## 1910年～1919年
この10年間に県内に廃止市町村なし

## 1920年～1929年
- 御津郡伊島村 （1921年3月1日）岡山市に編入のため
- 御津郡石井村 （1921年3月1日）岡山市に編入のため
- 御津郡鹿田村 （1921年3月1日）岡山市に編入のため
- 御津郡御野村 （1921年3月1日）岡山市・御津郡牧石村に分割編入のため
- 都窪郡（旧）倉敷町 （1927年4月1日）都窪郡倉敷町新設のため
- 都窪郡万寿村 （1927年4月1日）都窪郡倉敷町新設のため
- 都窪郡大高村 （1927年4月1日）都窪郡倉敷町新設のため
- 苫田郡津山町 （1929年2月11日）津山市新設のため
- 苫田郡津山東町 （1929年2月11日）津山市新設のため
- 苫田郡西苫田村 （1929年2月11日）津山市新設のため
- 苫田郡二宮村 （1929年2月11日）津山市新設のため
- 苫田郡院庄村 （1929年2月11日）津山市新設のため
- 久米郡福岡村 （1929年2月11日）津山市新設のため
- 上房郡（旧）高梁町 （1929年5月10日）上房郡高梁町新設のため
- 上房郡松山村 （1929年5月10日）上房郡高梁町新設のため

## 1930年～1939年
- 御津郡福浜村 （1931年4月1日）岡山市に編入のため
- 上道郡宇野村 （1931年4月1日）岡山市に編入のため
- 上道郡平井村 （1931年4月1日）岡山市に編入のため
- 赤磐郡太田村 （1932年4月1日）赤磐郡万富村新設のため
- 赤磐郡吉岡村 （1932年4月1日）赤磐郡万富村新設のため
- 御津郡加茂村 （1932年4月1日）御津郡津賀村新設のため
- 御津郡福山村 （1932年4月1日）御津郡津賀村新設のため
- 吉備郡菅谷村 （1932年4月1日）御津郡津賀村新設のため
- 上道郡金岡村 （1937年1月1日）上道郡西大寺町に編入のため
- 都窪郡撫川町 （1937年5月5日）都窪郡吉備町新設のため
- 吉備郡庭瀬町 （1937年5月5日）都窪郡吉備町新設のため

## 1940年～1949年
- 久米郡（旧）弓削町 （1940年4月1日）久米郡弓削町新設のため
- 久米郡龍川村 （1940年4月1日）久米郡弓削町新設のため
- 児島郡宇野町 （1940年8月3日）玉野市新設のため
- 児島郡日比町 （1940年8月3日）玉野市新設のため
- 久米郡倭文東村 （1940年9月1日）久米郡倭文村新設のため
- 久米郡倭文中村 （1940年9月1日）久米郡倭文村新設のため
- 上道郡芳野村 （1940年9月1日）上道郡西大寺町に編入のため
- 苫田郡東苫田村 （1941年2月11日）津山市に編入のため
- 久米郡佐良山村 （1941年2月11日）津山市に編入のため
- 児島郡（旧）味野町 （1941年2月11日）児島郡味野町新設のため
- 児島郡赤崎町 （1941年2月11日）児島郡味野町新設のため
- 後月郡（旧）井原町 （1942年4月1日）後月郡井原町新設のため
- 後月郡出部村 （1942年4月1日）後月郡井原町新設のため
- 赤磐郡佐伯上村 （1942年4月1日）赤磐郡佐伯村新設のため
- 赤磐郡佐伯本村 （1942年4月1日）赤磐郡佐伯村新設のため
- 苫田郡（旧）加茂町 （1942年5月27日）苫田郡加茂町新設のため
- 苫田郡東加茂村 （1942年5月27日）苫田郡加茂町新設のため
- 苫田郡西加茂村 （1942年5月27日）苫田郡加茂町新設のため
- 久米郡大井東村 （1943年11月3日）久米郡大東村新設のため
- 久米郡大倭村 （1943年11月3日）久米郡大東村新設のため
- 都窪郡中洲町 （1944年1月1日）倉敷市に編入のため
- 児島郡味野町 （1948年4月1日）児島市新設のため
- 児島郡児島町 （1948年4月1日）児島市新設のため
- 児島郡下津井町 （1948年4月1日）児島市新設のため
- 児島郡本荘村 （1948年4月1日）児島市新設のため

## 1950年～1959年
- 児島郡粒江村 （1950年9月1日）倉敷市に編入のため
- 都窪郡菅生村 （1951年3月28日）倉敷市に編入のため
- 都窪郡中庄村 （1951年3月28日）倉敷市に編入のため
- 都窪郡帯江村 （1951年3月28日）倉敷市に編入のため
- 和気郡伊部町 （1951年4月1日）和気郡備前町新設のため
- 和気郡片上町 （1951年4月1日）和気郡備前町新設のため
- 小田郡今井村 （1951年4月1日）小田郡笠岡町に編入のため
- 吉備郡岡田村 （1951年4月1日）吉備郡大備村新設のため
- 吉備郡川辺村 （1951年4月1日）吉備郡大備村新設のため
- 吉備郡服部村 （1951年4月1日）吉備郡総社町に編入のため
- 吉備郡神在村 （1951年4月1日）吉備郡総社町に編入のため
- 苫田郡一宮村 （1951年4月1日）苫田郡一宮村新設のため
- 苫田郡東一宮村 （1951年4月1日）苫田郡一宮村新設のため
- 上道郡三蟠村 （1952年4月1日）岡山市に編入のため
- 上道郡沖田村 （1952年4月1日）岡山市に編入のため
- 上道郡操陽村 （1952年4月1日）岡山市に編入のため
- 上道郡富山村 （1952年4月1日）岡山市に編入のため
- 御津郡牧石村 （1952年4月1日）岡山市に編入のため
- 御津郡大野村 （1952年4月1日）岡山市に編入のため
- 御津郡白石村 （1952年4月1日）岡山市に編入のため
- 御津郡今村 （1952年4月1日）岡山市に編入のため
- 御津郡芳田村 （1952年4月1日）岡山市に編入のため
- 児島郡甲浦村 （1952年4月1日）岡山市に編入のため
- 小田郡笠岡町 （1952年4月1日）笠岡市新設のため
- 小田郡金浦町 （1952年4月1日）笠岡市新設のため
- 吉備郡日美村 （1952年4月1日）吉備郡昭和町新設のため
- 吉備郡下倉村 （1952年4月1日）吉備郡昭和町新設のため
- 吉備郡富山村 （1952年4月1日）吉備郡昭和町新設のため
- 吉備郡水内村 （1952年4月1日）吉備郡昭和町新設のため
- 吉備郡箭田町 （1952年4月1日）吉備郡真備町新設のため
- 吉備郡二万村 （1952年4月1日）吉備郡真備町新設のため
- 吉備郡大備村 （1952年4月1日）吉備郡真備町新設のため
- 吉備郡薗村 （1952年4月1日）吉備郡真備町新設のため
- 吉備郡呉妹村 （1952年4月1日）吉備郡真備町新設のため
- 邑久郡邑久村 （1952年4月1日）邑久郡邑久町新設のため
- 邑久郡福田村 （1952年4月1日）邑久郡邑久町新設のため
- 邑久郡今城村 （1952年4月1日）邑久郡邑久町新設のため
- 邑久郡豊原村 （1952年4月1日）邑久郡邑久町新設のため
- 邑久郡本庄村 （1952年4月1日）邑久郡邑久町新設のため
- 邑久郡笠加村 （1952年4月1日）邑久郡邑久町新設のため
- 都窪郡豊洲村 （1952年4月1日）倉敷市・都窪郡茶屋町に分割編入のため
- 久米郡大井西村 （1952年8月1日）久米郡大井町新設のため
- 久米郡大東村 （1952年8月1日）久米郡大井町新設のため
- 苫田郡芳野村 （1952年11月10日）苫田郡鏡野町新設のため
- 苫田郡大野村 （1952年11月10日）苫田郡鏡野町新設のため
- 苫田郡小田村 （1952年11月10日）苫田郡鏡野町新設のため
- 苫田郡中谷村 （1952年11月10日）苫田郡鏡野町新設のため
- 苫田郡香々美南村 （1952年11月10日）苫田郡鏡野町新設のため
- 苫田郡香々美北村 （1952年11月10日）苫田郡鏡野町新設のため
- 浅口郡西阿知町 （1953年1月1日）倉敷市に編入のため
- 上道郡西大寺町 （1953年2月1日）西大寺市新設のため
- 上道郡古都村 （1953年2月1日）西大寺市新設のため
- 上道郡可知村 （1953年2月1日）西大寺市新設のため
- 上道郡光政村 （1953年2月1日）西大寺市新設のため
- 上道郡津田村 （1953年2月1日）西大寺市新設のため
- 上道郡九蟠村 （1953年2月1日）西大寺市新設のため
- 上道郡金田村 （1953年2月1日）西大寺市新設のため
- 邑久郡豊村 （1953年2月1日）西大寺市新設のため
- 邑久郡太伯村 （1953年2月1日）西大寺市新設のため
- 邑久郡幸島村 （1953年2月1日）西大寺市新設のため
- 浅口郡長尾町 （1953年2月11日）玉島市に編入のため
- 赤磐郡高陽村 （1953年3月1日）赤磐郡山陽町新設のため
- 赤磐郡西山村 （1953年3月1日）赤磐郡山陽町新設のため
- 赤磐郡高月村 （1953年3月1日）分割し、岡山市に編入、赤磐郡山陽町新設のため
- 赤磐郡鳥取上村 （1953年3月1日）赤磐郡赤坂町新設のため
- 赤磐郡軽部村 （1953年3月1日）赤磐郡赤坂町新設のため
- 赤磐郡笹岡村 （1953年3月1日）赤磐郡赤坂町新設のため
- 後月郡井原町 （1953年4月1日）井原市新設のため
- 後月郡西江原町 （1953年4月1日）井原市新設のため
- 後月郡高屋町 （1953年4月1日）井原市新設のため
- 後月郡荏原村 （1953年4月1日）井原市新設のため
- 後月郡木之子村 （1953年4月1日）井原市新設のため
- 後月郡県主村 （1953年4月1日）井原市新設のため
- 後月郡青野村 （1953年4月1日）井原市新設のため
- 後月郡山野上村 （1953年4月1日）井原市新設のため
- 小田郡稲倉村 （1953年4月1日）井原市新設のため
- 小田郡大江村 （1953年4月1日）井原市新設のため
- 和気郡（旧）和気町 （1953年4月1日）和気郡和気町新設のため
- 和気郡本荘町 （1953年4月1日）和気郡和気町新設のため
- 和気郡藤野村 （1953年4月1日）和気郡和気町新設のため
- 和気郡日笠村 （1953年4月1日）和気郡和気町新設のため
- 赤磐郡石生村 （1953年4月1日）和気郡和気町新設のため
- 上道郡平島村 （1953年4月1日）上道郡上道町新設のため
- 上道郡御休村 （1953年4月1日）上道郡上道町新設のため
- 上道郡角山村 （1953年4月1日）上道郡上道町新設のため
- 御津郡金川町 （1953年4月1日）御津郡御津町新設のため
- 御津郡牧山村 （1953年4月1日）御津郡御津町新設のため
- 御津郡宇垣村 （1953年4月1日）御津郡御津町新設のため
- 御津郡宇甘東村 （1953年4月1日）御津郡御津町新設のため
- 御津郡宇甘西村 （1953年4月1日）御津郡御津町新設のため
- 赤磐郡五城村 （1953年4月1日）御津郡御津町新設のため
- 赤磐郡葛城村 （1953年4月1日）御津郡御津町新設のため
- 英田郡林野町 （1953年4月1日）英田郡美作町新設のため
- 英田郡豊田村 （1953年4月1日）英田郡美作町新設のため
- 英田郡楢原村 （1953年4月1日）英田郡美作町新設のため
- 勝田郡湯郷町 （1953年4月1日）英田郡美作町新設のため
- 勝田郡豊国村 （1953年4月1日）英田郡美作町新設のため
- 久米郡倭文西村 （1953年4月1日）久米郡旭町新設のため
- 久米郡西川村 （1953年4月1日）久米郡旭町新設のため
- 久米郡垪和村 （1953年4月1日）久米郡旭町新設のため
- 浅口郡黒崎町 （1953年4月1日）玉島市に編入のため
- 浅口郡富田村 （1953年4月1日）玉島市に編入のため
- 児島郡福田町 （1953年6月1日）倉敷市に編入のため
- 浅口郡連島町 （1953年6月1日）倉敷市に編入のため
- 児島郡山田村 （1953年7月1日）玉野市に編入のため
- 御津郡江与味村 （1953年7月1日）久米郡旭町・御津郡新山村に分割編入のため
- 英田郡江見町 （1953年9月1日）英田郡作東町新設のため
- 英田郡土居町 （1953年9月1日）英田郡作東町新設のため
- 英田郡福山村 （1953年9月1日）英田郡作東町新設のため
- 英田郡粟井村 （1953年9月1日）英田郡作東町新設のため
- 英田郡吉野村 （1953年9月1日）英田郡作東町新設のため
- 小田郡城見村 （1953年10月1日）笠岡市に編入のため
- 小田郡陶山村 （1953年10月1日）笠岡市に編入のため
- 小田郡大井村 （1953年10月1日）笠岡市に編入のため
- 小田郡吉田村 （1953年10月1日）笠岡市に編入のため
- 小田郡新山村 （1953年10月1日）笠岡市に編入のため
- 小田郡神島内村 （1953年10月1日）笠岡市に編入のため
- 上房郡呰部町 （1953年10月1日）上房郡北房町新設のため
- 上房郡中津井村 （1953年10月1日）上房郡北房町新設のため
- 上房郡上水田村 （1953年10月1日）上房郡北房町新設のため
- 上房郡水田村 （1953年10月1日）上房郡北房町新設のため
- 和気郡熊山村 （1953年12月15日）分割し、赤磐郡熊山町新設、赤磐郡万富町に編入のため
- 赤磐郡豊田村 （1953年12月15日）赤磐郡熊山町新設のため
- 赤磐郡小野田村 （1953年12月15日）赤磐郡熊山町新設のため
- 赤磐郡可真村 （1953年12月15日）赤磐郡熊山町新設のため
- 邑久郡玉津村 （1954年1月1日）邑久郡邑久町に編入のため
- 赤磐郡周匝村 （1954年3月1日）赤磐郡吉井町新設のため
- 赤磐郡山方村 （1954年3月1日）赤磐郡吉井町新設のため
- 赤磐郡佐伯北村 （1954年3月1日）赤磐郡吉井町新設のため
- 和気郡（旧）吉永町 （1954年3月1日）和気郡吉永町新設のため
- 和気郡神根村 （1954年3月1日）和気郡吉永町新設のため
- 和気郡三国村 （1954年3月1日）和気郡吉永町新設のため
- 児島郡胸上村 （1954年3月1日）児島郡東児町新設のため
- 児島郡鉾立村 （1954年3月1日）児島郡東児町新設のため
- 吉備郡秦村 （1954年3月1日）吉備郡総社町に編入のため
- 都窪郡三須村 （1954年3月1日）吉備郡総社町に編入のため
- 英田郡（旧）大原町 （1954年3月25日）英田郡大原町新設のため
- 英田郡大吉村 （1954年3月25日）英田郡大原町新設のため
- 英田郡大野村 （1954年3月25日）英田郡大原町新設のため
- 英田郡讃甘村 （1954年3月25日）英田郡大原町新設のため
- 吉備郡総社町 （1954年3月31日）総社市新設のため
- 吉備郡新本村 （1954年3月31日）総社市新設のため
- 吉備郡山田村 （1954年3月31日）総社市新設のため
- 吉備郡久代村 （1954年3月31日）総社市新設のため
- 吉備郡池田村 （1954年3月31日）総社市新設のため
- 吉備郡阿曽村 （1954年3月31日）総社市新設のため
- 都窪郡常盤村 （1954年3月31日）総社市新設のため
- 勝田郡勝間田町 （1954年3月31日）勝田郡勝央町新設のため
- 勝田郡植月村 （1954年3月31日）勝田郡勝央町新設のため
- 勝田郡吉野村 （1954年3月31日）勝田郡勝央町新設のため
- 勝田郡古吉野村 （1954年3月31日）勝田郡勝央町新設のため
- 勝田郡高取村 （1954年3月31日）勝田郡勝央町新設のため
- 上道郡財田町 （1954年4月1日）岡山市に編入のため
- 上道郡幡多村 （1954年4月1日）岡山市に編入のため
- 上道郡高島村  （1954年4月1日）岡山市に編入のため
- 児島郡小串村 （1954年4月1日）岡山市に編入のため
- 児島郡荘内村 （1954年4月1日）玉野市に編入のため
- 小田郡（旧）矢掛町 （1954年4月1日）小田郡矢掛町新設のため
- 小田郡美川村 （1954年4月1日）小田郡矢掛町新設のため
- 小田郡三谷村 （1954年4月1日）小田郡矢掛町新設のため
- 小田郡山田村 （1954年4月1日）小田郡矢掛町新設のため
- 小田郡川面村 （1954年4月1日）小田郡矢掛町新設のため
- 小田郡中川村 （1954年4月1日）小田郡矢掛町新設のため
- 久米郡弓削町 （1954年4月1日）久米郡久米南町新設のため
- 久米郡誕生寺村 （1954年4月1日）久米郡久米南町新設のため
- 久米郡龍山村 （1954年4月1日）久米郡久米南町新設のため
- 久米郡神目村 （1954年4月1日）久米郡久米南町新設のため
- 苫田郡（旧）加茂町 （1954年4月1日）苫田郡加茂町新設のため
- 苫田郡新加茂町 （1954年4月1日）苫田郡加茂町新設のため
- 苫田郡上加茂村 （1954年4月1日）苫田郡加茂町新設のため
- 川上郡手荘町 （1954年4月1日）川上郡川上町新設のため
- 川上郡大賀村 （1954年4月1日）川上郡川上町新設のため
- 川上郡高山村 （1954年4月1日）川上郡川上町新設のため
- 上房郡高梁町 （1954年5月1日）高梁市新設のため
- 上房郡津川村 （1954年5月1日）高梁市新設のため
- 上房郡川面村 （1954年5月1日）高梁市新設のため
- 上房郡巨瀬村 （1954年5月1日）高梁市新設のため
- 川上郡玉川村 （1954年5月1日）高梁市新設のため
- 川上郡宇治村 （1954年5月1日）高梁市新設のため
- 川上郡松原村 （1954年5月1日）高梁市新設のため
- 川上郡高倉村 （1954年5月1日）高梁市新設のため
- 川上郡落合村 （1954年5月1日）高梁市新設のため
- 後月郡（旧）芳井町 （1954年5月1日）後月郡芳井町新設のため
- 後月郡明治村 （1954年5月1日）後月郡芳井町新設のため
- 後月郡共和村 （1954年5月1日）後月郡芳井町新設のため
- 後月郡三原村 （1954年5月1日）後月郡芳井町新設のため
- 阿哲郡新見町 （1954年6月1日）新見市新設のため
- 阿哲郡上市町 （1954年6月1日）新見市新設のため
- 阿哲郡美穀村 （1954年6月1日）新見市新設のため
- 阿哲郡石蟹郷村 （1954年6月1日）新見市新設のため
- 阿哲郡草間村 （1954年6月1日）新見市新設のため
- 阿哲郡豊永村 （1954年6月1日）新見市新設のため
- 阿哲郡熊谷村 （1954年6月1日）新見市新設のため
- 阿哲郡菅生村 （1954年6月1日）新見市新設のため
- 小田郡美山村 （1954年6月1日）小田郡美星町新設のため
- 小田郡堺村 （1954年6月1日）小田郡美星町新設のため
- 小田郡宇戸村 （1954年6月1日）小田郡美星町新設のため
- 川上郡日里村 （1954年6月1日）小田郡美星町新設のため
- 苫田郡田邑村 （1954年7月1日）津山市に編入のため
- 苫田郡一宮村 （1954年7月1日）津山市に編入のため
- 苫田郡高田村 （1954年7月1日）津山市に編入のため
- 苫田郡神庭村 （1954年7月1日）津山市に編入のため
- 苫田郡高倉村 （1954年7月1日）津山市に編入のため
- 苫田郡高野村 （1954年7月1日）津山市に編入のため
- 勝田郡河辺村 （1954年7月1日）津山市に編入のため
- 勝田郡大崎村 （1954年7月1日）津山市に編入のため
- 勝田郡広野村 （1954年7月1日）津山市に編入のため
- 勝田郡滝尾村 （1954年7月1日）津山市に編入のため
- 英田郡巨勢村 （1954年7月1日）英田郡福本村・美作町に分割編入のため
- 邑久郡（旧）牛窓町 （1954年10月1日）邑久郡牛窓町新設のため
- 邑久郡鹿忍町 （1954年10月1日）邑久郡牛窓町新設のため
- 邑久郡長浜村 （1954年10月1日）邑久郡牛窓町新設のため
- 英田郡粟広村 （1954年11月1日）英田郡美作町・勝田郡勝田町に分割編入のため
- 児島郡藤戸町 （1954年12月1日）倉敷市に編入のため
- 苫田郡郷村 （1955年1月1日）苫田郡鏡野町に編入のため
- 勝田郡（旧）勝田町 （1955年1月1日）勝田郡勝田町新設のため
- 勝田郡梶並村 （1955年1月1日）勝田郡勝田町新設のため
- 久米郡加美町 （1955年1月1日）久米郡中央町新設のため
- 久米郡三保村  （1955年1月1日）久米郡中央町新設のため
- 久米郡打穴村 （1955年1月1日）久米郡中央町新設のため
- 久米郡大垪和村 （1955年1月1日）久米郡中央町新設のため
- 御津郡一宮村 （1955年1月1日）御津郡一宮町新設のため
- 御津郡馬屋下村 （1955年1月1日）御津郡一宮町新設のため
- 御津郡平津村 （1955年1月1日）御津郡一宮町新設のため
- 久米郡大井町 （1955年1月1日）久米郡久米町新設のため
- 久米郡久米村 （1955年1月1日）久米郡久米町新設のため
- 久米郡倭文村 （1955年1月1日）久米郡久米町新設のため
- 勝田郡新野村 （1955年1月1日）勝田郡勝北町新設のため
- 勝田郡広戸村 （1955年1月1日）勝田郡勝北町新設のため
- 勝田郡勝加茂村 （1955年1月1日）勝田郡勝北町新設のため
- 真庭郡（旧）落合町 （1955年1月1日）真庭郡落合町新設のため
- 真庭郡津田村 （1955年1月1日）真庭郡落合町新設のため
- 真庭郡木山村 （1955年1月1日）真庭郡落合町新設のため
- 真庭郡美川村 （1955年1月1日）真庭郡落合町新設のため
- 真庭郡河内村 （1955年1月1日）真庭郡落合町新設のため
- 真庭郡川東村 （1955年1月1日）真庭郡落合町新設のため
- 久米郡吉岡村 （1955年1月1日）久米郡柵原町新設のため
- 勝田郡飯岡村 （1955年1月1日）久米郡柵原町新設のため
- 勝田郡北和気村 （1955年1月1日）久米郡柵原町新設のため
- 勝田郡南和気村 （1955年1月1日）久米郡柵原町新設のため
- 吉備郡（旧）高松町 （1955年1月1日）吉備郡高松町新設のため
- 吉備郡生石村 （1955年1月1日）吉備郡高松町新設のため
- 都窪郡加茂村 （1955年1月1日）吉備郡高松町新設のため
- 児島郡八浜町 （1955年2月1日）玉野市に編入のため
- 上房郡中井村 （1955年2月1日）高梁市に編入のため
- 勝田郡北吉野村 （1955年2月1日）勝田郡奈義町新設のため
- 勝田郡豊田村 （1955年2月1日）勝田郡奈義町新設のため
- 勝田郡豊並村 （1955年2月1日）勝田郡奈義町新設のため
- 久米郡（旧）福渡町 （1955年2月1日）久米郡福渡町新設のため
- 久米郡鶴田村 （1955年2月1日）久米郡福渡町新設のため
- 御津郡上建部村 （1955年2月1日）御津郡建部町新設のため
- 御津郡建部村 （1955年2月1日）御津郡建部町新設のため
- 赤磐郡竹枝村 （1955年2月1日）御津郡建部町新設のため
- 赤磐郡（旧）瀬戸町 （1955年2月1日）赤磐郡瀬戸町新設のため
- 赤磐郡万富町 （1955年2月1日）赤磐郡瀬戸町新設のため
- 赤磐郡潟瀬村 （1955年2月1日）赤磐郡瀬戸町新設のため
- 上道郡玉井村 （1955年2月1日）赤磐郡瀬戸町新設のため
- 英田郡福本村 （1955年2月1日）英田郡英田町新設のため
- 英田郡河会村 （1955年2月1日）英田郡英田町新設のため
- 上房郡上竹荘村 （1955年2月1日）上房郡賀陽町新設のため
- 上房郡豊野村 （1955年2月1日）上房郡賀陽町新設のため
- 上房郡下竹荘村 （1955年2月1日）上房郡賀陽町新設のため
- 上房郡吉川村 （1955年2月1日）上房郡賀陽町新設のため
- 吉備郡大和村 （1955年2月1日）上房郡賀陽町新設のため
- 阿哲郡刑部町 （1955年2月11日）阿哲郡大佐町新設のため
- 阿哲郡丹治部村 （1955年2月11日）阿哲郡大佐町新設のため
- 阿哲郡上刑部村 （1955年2月11日）阿哲郡大佐町新設のため
- 上道郡浮田村 （1955年2月11日）上道郡上道町に編入のため
- 川上郡中村 （1955年2月11日）川上郡成羽町に編入のため
- 和気郡香登町 （1955年3月31日）和気郡備前町新設のため
- 和気郡備前町 （1955年3月31日）和気郡備前町新設のため
- 和気郡伊里町 （1955年3月31日）和気郡備前町新設のため
- 和気郡鶴山村 （1955年3月31日）和気郡備前町新設のため
- 邑久郡鶴山村 （1955年3月31日）和気郡備前町新設のため
- 和気郡（旧）日生町 （1955年3月31日）和気郡日生町新設のため
- 和気郡福河村 （1955年3月31日）和気郡日生町新設のため
- 御津郡野谷村 （1955年3月31日）御津郡津高村新設のため
- 御津郡馬屋上村 （1955年3月31日）御津郡津高村新設のため
- 邑久郡美和村 （1955年3月31日）邑久郡長船町新設のため
- 邑久郡国府村 （1955年3月31日）邑久郡長船町新設のため
- 邑久郡行幸村 （1955年3月31日）邑久郡長船町新設のため
- 苫田郡久田村 （1955年3月31日）苫田郡苫田村新設のため
- 苫田郡泉村 （1955年3月31日）苫田郡苫田村新設のため
- 御津郡津賀村 （1955年3月31日）御津郡加茂川町新設のため
- 御津郡長田村 （1955年3月31日）御津郡加茂川町新設のため
- 御津郡円城村 （1955年3月31日）御津郡加茂川町新設のため
- 御津郡豊岡村 （1955年3月31日）御津郡加茂川町新設のため
- 御津郡新山村 （1955年3月31日）御津郡加茂川町新設のため
- 赤磐郡（旧）佐伯町 （1955年3月31日）和気郡佐伯町新設のため
- 和気郡山田村 （1955年3月31日）和気郡佐伯町新設のため
- 和気郡塩田村 （1955年3月31日）和気郡佐伯町新設のため
- 邑久郡朝日村 （1955年4月1日）西大寺市に編入のため
- 上道郡雄神村 （1955年4月1日）西大寺市に編入のため
- 小田郡神島外町 （1955年4月1日）笠岡市に編入のため
- 小田郡北木島町 （1955年4月1日）笠岡市に編入のため
- 小田郡真鍋島村 （1955年4月1日）笠岡市に編入のため
- 小田郡白石島村 （1955年4月1日）笠岡市に編入のため
- 浅口郡大島村 （1955年4月1日）笠岡市・浅口郡寄島町に分割編入のため
- 真庭郡（旧）勝山町 （1955年4月1日）真庭郡勝山町新設のため
- 真庭郡月田村 （1955年4月1日）真庭郡勝山町新設のため
- 真庭郡富原村 （1955年4月1日）真庭郡勝山町新設のため
- 浅口郡（旧）鴨方町 （1955年4月1日）浅口郡鴨方町新設のため
- 浅口郡六条院町（1955年4月1日）浅口郡鴨方町新設のため
- 阿哲郡新砥村 （1955年4月1日）阿哲郡哲多町新設のため
- 阿哲郡万歳村 （1955年4月1日）阿哲郡哲多町新設のため
- 阿哲郡本郷村 （1955年4月1日）阿哲郡哲多町新設のため
- 阿哲郡矢神村 （1955年4月1日）阿哲郡哲西町新設のため
- 阿哲郡野馳村 （1955年4月1日）阿哲郡哲西町新設のため
- 川上郡吹屋町 （1955年4月1日）川上郡成羽町に編入のため
- 真庭郡（旧）久世町 （1955年4月29日）真庭郡久世町新設のため
- 真庭郡美和村 （1955年4月29日）真庭郡久世町新設のため
- 阿哲郡千屋村 （1955年5月1日）新見市に編入のため
- 阿哲郡新郷村 （1955年5月1日）阿哲郡神郷町新設のため
- 阿哲郡神代村 （1955年5月1日）阿哲郡神郷町新設のため
- 英田郡公文村 （1956年2月1日）英田郡英田町・美作町に分割編入のため
- 邑久郡大宮村 （1956年2月20日）西大寺市に編入のため
- 吉備郡（旧）足守町 （1956年3月31日）吉備郡足守町新設のため
- 吉備郡大井村 （1956年3月31日）吉備郡足守町新設のため
- 吉備郡日近村 （1956年3月31日）吉備郡足守町新設のため
- 吉備郡岩田村 （1956年3月31日）吉備郡足守町新設のため
- 吉備郡福谷村 （1956年3月31日）吉備郡足守町新設のため
- 旧・児島市 （1956年4月1日）児島市新設のため
- 児島郡琴浦町 （1956年4月1日）児島市新設のため
- 上房郡有漢村 （1956年4月1日）上房郡有漢町新設のため
- 上房郡上有漢村 （1956年4月1日）上房郡有漢町新設のため
- 吉備郡穂井田村 （1956年4月1日）玉島市・吉備郡真備町に分割編入のため
- 赤磐郡仁堀村 （1956年9月30日）赤磐郡吉井町に編入のため
- 赤磐郡布都美村 （1956年9月30日）赤磐郡吉井町・赤坂町・御津郡御津町に分割編入のため
- 川上郡富家村 （1956年9月30日）川上郡備中町新設のため
- 川上郡平川村 （1956年9月30日）川上郡備中町新設のため
- 川上郡湯野村 （1956年9月30日）川上郡備中町新設のため
- 真庭郡（旧）湯原町 （1956年9月30日）真庭郡湯原町新設のため
- 真庭郡二川村 （1956年9月30日）真庭郡湯原町新設のため
- 邑久郡裳掛村 （1958年4月1日）邑久郡邑久町に編入のため
- 御津郡津高村 （1959年2月1日）御津郡津高町新設のため
- 御津郡横井村 （1959年2月1日）御津郡津高町新設のため
- 児島郡郷内村 （1959年3月1日）児島市・児島郡灘崎町に分割編入のため
- 苫田郡奥津村 （1959年4月1日）苫田郡奥津町新設のため
- 苫田郡苫田村 （1959年4月1日）苫田郡奥津町新設のため
- 苫田郡羽出村 （1959年4月1日）苫田郡奥津町新設のため

## 1960年～1969年
- 小田郡北川村 （1960年4月1日）笠岡市に編入のため
- 吉備郡真金町 （1960年4月1日）吉備郡高松町に編入のため
- 小田郡小田町 （1961年1月15日）小田郡矢掛町に編入のため
- 御津郡（旧）建部町 （1967年1月15日）御津郡建部町新設のため
- 久米郡福渡町 （1967年1月15日）御津郡建部町新設のため
- 旧・倉敷市 （1967年1月15日）倉敷市新設のため
- 児島市 （1967年1月15日）倉敷市新設のため
- 玉島市 （1967年1月15日）倉敷市新設のため
- 西大寺市 （1969年2月18日）岡山市に編入のため

## 1970年～1979年
- 御津郡一宮町 （1971年1月8日）岡山市に編入のため
- 御津郡津高町 （1971年1月8日）岡山市に編入のため
- 吉備郡高松町 （1971年1月8日）岡山市に編入のため
- 都窪郡吉備町 （1971年3月8日）岡山市に編入のため
- 都窪郡妹尾町 （1971年3月8日）岡山市に編入のため
- 都窪郡福田村 （1971年3月8日）岡山市に編入のため
- 都窪郡庄村 （1971年3月8日）倉敷市に編入のため
- 和気郡備前町 （1971年4月1日）備前市新設のため
- 和気郡三石町 （1971年4月1日）備前市新設のため
- 上道郡上道町 （1971年5月1日）岡山市に編入のため
- 吉備郡足守町 （1971年5月1日）岡山市に編入のため
- 児島郡興除村 （1971年5月1日）岡山市に編入のため
- 吉備郡昭和町 （1972年4月22日）総社市に編入のため
- 都窪郡茶屋町 （1972年5月1日）倉敷市に編入のため
- 児島郡東児町 （1974年3月20日）玉野市に編入のため
- 児島郡藤田村 （1975年5月1日）岡山市に編入のため

## 1980年～1999年
この20年間に県内に廃止市町村なし

## 2000年～
- 旧・高梁市 （2004年10月1日）高梁市新設のため
- 上房郡有漢町 （2004年10月1日）高梁市新設のため
- 川上郡成羽町 （2004年10月1日）高梁市新設のため
- 川上郡川上町 （2004年10月1日）高梁市新設のため
- 川上郡備中町 （2004年10月1日）高梁市新設のため
- 御津郡加茂川町 （2004年10月1日）加賀郡吉備中央町新設のため
- 上房郡賀陽町 （2004年10月1日）加賀郡吉備中央町新設のため
- 邑久郡牛窓町 （2004年11月1日）瀬戸内市新設のため
- 邑久郡邑久町 （2004年11月1日）瀬戸内市新設のため
- 邑久郡長船町 （2004年11月1日）瀬戸内市新設のため
- 勝田郡勝北町 （2005年2月28日）津山市に編入のため
- 久米郡久米町 （2005年2月28日）津山市に編入のため
- 苫田郡加茂町 （2005年2月28日）津山市に編入のため
- 苫田郡阿波村 （2005年2月28日）津山市に編入のため
- 小田郡美星町 （2005年3月1日）井原市に編入のため
- 後月郡芳井町 （2005年3月1日）井原市に編入のため
- 苫田郡（旧）鏡野町 （2005年3月1日）苫田郡鏡野町新設のため
- 苫田郡奥津町 （2005年3月1日）苫田郡鏡野町新設のため
- 苫田郡上齋原村 （2005年3月1日）苫田郡鏡野町新設のため
- 苫田郡富村 （2005年3月1日）苫田郡鏡野町新設のため
- 赤磐郡山陽町 （2005年3月7日）赤磐市新設のため
- 赤磐郡赤坂町 （2005年3月7日）赤磐市新設のため
- 赤磐郡熊山町 （2005年3月7日）赤磐市新設のため
- 赤磐郡吉井町 （2005年3月7日）赤磐市新設のため
- 御津郡御津町 （2005年3月22日）岡山市に編入のため
- 児島郡灘崎町 （2005年3月22日）岡山市に編入のため
- 旧・総社市 （2005年3月22日）総社市新設のため
- 都窪郡山手村 （2005年3月22日）総社市新設のため
- 都窪郡清音村 （2005年3月22日）総社市新設のため
- 旧・備前市 （2005年3月22日）備前市新設のため
- 和気郡日生町 （2005年3月22日）備前市新設のため
- 和気郡吉永町 （2005年3月22日）備前市新設のため
- 久米郡中央町 （2005年3月22日）久米郡美咲町新設のため
- 久米郡旭町 （2005年3月22日）久米郡美咲町新設のため
- 久米郡柵原町 （2005年3月22日）久米郡美咲町新設のため
- 旧・新見市 （2005年3月31日）新見市新設のため
- 阿哲郡大佐町 （2005年3月31日）新見市新設のため
- 阿哲郡神郷町 （2005年3月31日）新見市新設のため
- 阿哲郡哲多町 （2005年3月31日）新見市新設のため
- 阿哲郡哲西町 （2005年3月31日）新見市新設のため
- 上房郡北房町 （2005年3月31日）真庭市新設のため
- 真庭郡勝山町 （2005年3月31日）真庭市新設のため
- 真庭郡落合町 （2005年3月31日）真庭市新設のため
- 真庭郡湯原町 （2005年3月31日）真庭市新設のため
- 真庭郡久世町 （2005年3月31日）真庭市新設のため
- 真庭郡美甘村 （2005年3月31日）真庭市新設のため
- 真庭郡川上村 （2005年3月31日）真庭市新設のため
- 真庭郡八束村 （2005年3月31日）真庭市新設のため
- 真庭郡中和村 （2005年3月31日）真庭市新設のため
- 勝田郡勝田町 （2005年3月31日）美作市新設のため
- 英田郡大原町 （2005年3月31日）美作市新設のため
- 英田郡美作町 （2005年3月31日）美作市新設のため
- 英田郡作東町 （2005年3月31日）美作市新設のため
- 英田郡英田町 （2005年3月31日）美作市新設のため
- 英田郡東粟倉村 （2005年3月31日）美作市新設のため
- 浅口郡船穂町 （2005年8月1日）倉敷市に編入のため
- 吉備郡真備町 （2005年8月1日）倉敷市に編入のため
- 和気郡（旧）和気町 （2006年3月1日）和気郡和気町新設のため
- 和気郡佐伯町 （2006年3月1日）和気郡和気町新設のため
- 浅口郡金光町 （2006年3月21日）浅口市新設のため
- 浅口郡鴨方町 （2006年3月21日）浅口市新設のため
- 浅口郡寄島町 （2006年3月21日）浅口市新設のため
- 御津郡建部町 （2007年1月22日）岡山市に編入のため
- 赤磐郡瀬戸町 （2007年1月22日）岡山市に編入のため